# Max von Gietl
Max von Gietl (* 1. Juli 1843 in München; † 16. Dezember 1920 in Bayerisch Gmain) war ein deutscher Jurist und bayerischer Staatsbeamter.

## Leben
Max von Gietl war ein Sohn des langjährigen Leibarztes des bayerischen Kronprinzen und danach Königs Maximilian II. und dessen Söhne, der Prinzen Ludwig und Otto, Franz Xaver von Gietl, und seiner Ehefrau Anna Maria, geborene Pasch. Der Maler Josua von Gietl war sein Bruder. Die Schwester Marianne (* 1846) heiratete 1873 den Bildhauer Ferdinand Freiherr von Miller.
Max von Gietl wuchs in München auf. 1861 legte er die Abiturprüfung am Münchner Maximiliansgymnasium ab, unter anderem mit Philipp Brunner, dem späteren Juristen Hermann Dietz (1842–1920) und Georg Friedrich Knapp. Im Anschluss studierte er Rechtswissenschaften an der Ludwig-Maximilians-Universität in München. Ab 1868 – nach dem Aufnahmewettbewerb – absolvierte er ein Praktikum im bayerischen Außenministerium und bei der königlich-bayerischen Gesandtschaft in Florenz und wurde 1872 als Ministerialsekretär im Außenministerium tätig. 1876 erfolgte die Ernennung zum Regierungsassessor. 1879 wurde er zum Legationsrat, 1883 zum Geheimen Legationsrat II. Klasse, 1889 zum Ministerialrat befördert und ab 1903 zugleich als Generalsekretär im Außenministerium tätig. 1907 erhielt er Titel und Rang eines Geheimen Rates. Mit Wirkung vom 1. Januar 1910 trat er in den Ruhestand.
1873 erfolgte die Heirat mit der Ministerialratstochter Albertine Roesgen. Aus der Ehe gingen fünf Kinder hervor, Hedwig (* 1874; Kunstgewerblerin), Otto (* 1878; kgl. bayer. Rittmeister), Ida (1881–1964; verheiratet mit Hugo von Maffei), Fritz (* 1883) und Berta (* 1887).